# Келли, Джим
Джеймс «Джим» Милтон Келли (англ. James «Jim» Milton Kelly; 5 мая 1946, Миллерсберг, штат Кентукки — 29 июня 2013, Сан-Диего, Калифорния) — американский актёр, атлет и мастер восточных единоборств, получивший известность в начале 1970-х годов. Наиболее известен благодаря роли Уильямса в фильме «Выход дракона».

## Ранние годы
Келли родился 5 мая 1946 года в городе Миллерсберг, Кентукки. Его отец был предпринимателем, который сдавал морякам лодки в аренду. Свою спортивную карьеру начал в хай-скул округа Бурбон в городе Париж, Кентукки, с успехом играл в баскетбол, американский футбол и занимался лёгкой атлетикой. Продолжил образование в университете Луисвилля, где играл в американский футбол, но оставил учёбу на первом курсе для того чтобы изучать карате Сёрин-рю. Он учился карате под руководством Син Кван Тхе в Лексингтоне, Кентукки. Кроме того он занимался окинавским карате под руководством Паркера Шелтона, Нейта Паттона, Гордона Доверсола.

## Карьера
Келли выиграл турнир Huntington Beach Classic, и с помощью своего тренера Доверсолы стал бойцом мирового уровня. В начале 1970-х годов Келли стал одним из наиболее награждённых мировых чемпионов карате. В 1971 году Келли выиграл четыре престижных чемпионата по карате, в 1971 году выиграл титул чемпиона мира в среднем весе на международном чемпионате по карате на Лонг-бич. После этой победы Келли открыл свой зал, который посещали многочисленные голливудские знаменитости. Он обучал карате актёра Калвина Локарта, чтобы тот смог исполнить роль в триллере «Мелинда» и сыграл в этом фильме роль инструктора по единоборствам.
В качестве актёра Келли наиболее известен участием в фильме «Выход дракона» вместе с Брюсом Ли. Роль в фильме «Выход дракона» изначально предназначалась для актёра Рокне Таркингтона, который неожиданно вышел из проекта за несколько дней до съёмок в Гонконге. Продюсер Фред Уэйнтраб слышал о том что в районе Лос-Анджелеса Креншоу есть карате-студия Джима Келли, отправился туда чтобы увидеть его и был впечатлён. Исполнение Келли роли Уильямса, инструктора карате из центральной части города, подвергшегося преследованиям со стороны белых полицейских, его кошачьи манеры и причёска «афро» произвели хорошее впечатление на режиссёров. После этой роли Келли сыграл ряд ролей в фильмах о единоборствах рода blaxploitation, среди которых можно выделить «Мелинда» и «Джонс — Чёрный пояс». В большинстве ролей Келли обыгрывается новизна появления чернокожего мастера боевых искусств.
Затем Келли заключил контракты на съёмку фильмов со студией Warner Brothers и снялся в фильмах Three the Hard Way с Джимом Брауном, Фредом Уильямсоном, и  «Горячая картошка», где его герой спасает дочь дипломата из джунглей Таиланда. После завершения контракта с Warner Brothers он играл в низкобюджетных фильмах «Чёрный самурай», «Смертельное измерение» и «Татуировка». После съёмок в фильме «Один есть, два осталось» (1982) он стал редко появляться фильмах. В удалённой сцене фильма «Тайный брат» он появился в роли-камео вместе с американским комедийным актёром Эдди Гриффином. Последним фильмом, где появился Келли стал фильм Afro Ninja (2009).

## Личная жизнь
В 1967—1968 годах Келли состоял в браке со своей однокурсницей по колледжу Мэрилин Дишман. В 1973—1977 встречался с актрисой Розалинд Майлс. В 1980 году он женился на Марсии Бентли, этот брак продолжался до самой смерти актёра в 2013 году.

## Смерть
Келли скончался 29 июня 2013 года на 68-м году жизни в своём доме в Сан-Диего от рака.

## Фильмография
| Год  |   | Русское название        | Оригинальное название | Роль                          |
| ---- | - | ----------------------- | --------------------- | ----------------------------- |
| 1972 | ф | Мелинда                 | Melinda               | Чарльз Аткинс                 |
| 1973 | ф | Выход дракона           | Enter the Dragon      | Уильямс                       |
| 1974 | ф | Джонс — Чёрный пояс     | Black Belt Jones      | Джонс                         |
| 1974 | ф | Тернистый путь троих    | Three the Hard Way    | мистер Киз                    |
| 1974 | ф | Золотые иглы            | Golden Needles        | Джефф                         |
| 1975 | ф | Выбери трудный путь     | Take a Hard Ride      | Кешток                        |
| 1976 | ф | Горячая картошка        | Hot Potato            | Джонс                         |
| 1976 | ф | Чёрный самурай          | Black Samurai         | Роберт Сенд                   |
| 1978 | ф | Смертельное измерение   | Death Dimension       | детектив-лейтенант Ай Джей Эш |
| 1978 | ф | Татуировка              | E yu tou hei sha xing | Лукас                         |
| 1982 | ф | Один есть, два осталось | One Down, Two To Go   | Чак                           |
| 1985 | с | Путь на небеса          | Highway to Heaven     | репортёр                      |
| 1994 | ф | Ультиматум              | Ultimatum             | н/д                           |
| 1994 | ф | Удавка                  | Stranglehold          | н/д                           |
| 2009 | в | —                       | Afro Ninja            | Кливон Вашингтон              |